# Hålabäck
Hålabäck är en stadsdel i södra Kungsbacka. Bebyggelsen består av ett sammanhållet bestånd av radhus, kedjehus samt både fristående hus och uthyrningsbara lägenheter.